# Arima (borough)
Arima is een borough van Trinidad en Tobago.
Arima telt 28.310 inwoners op een oppervlakte van 11 km².

## Geboren
- Darrel Brown (1984), atleet